# František Víťazoslav Sasinek

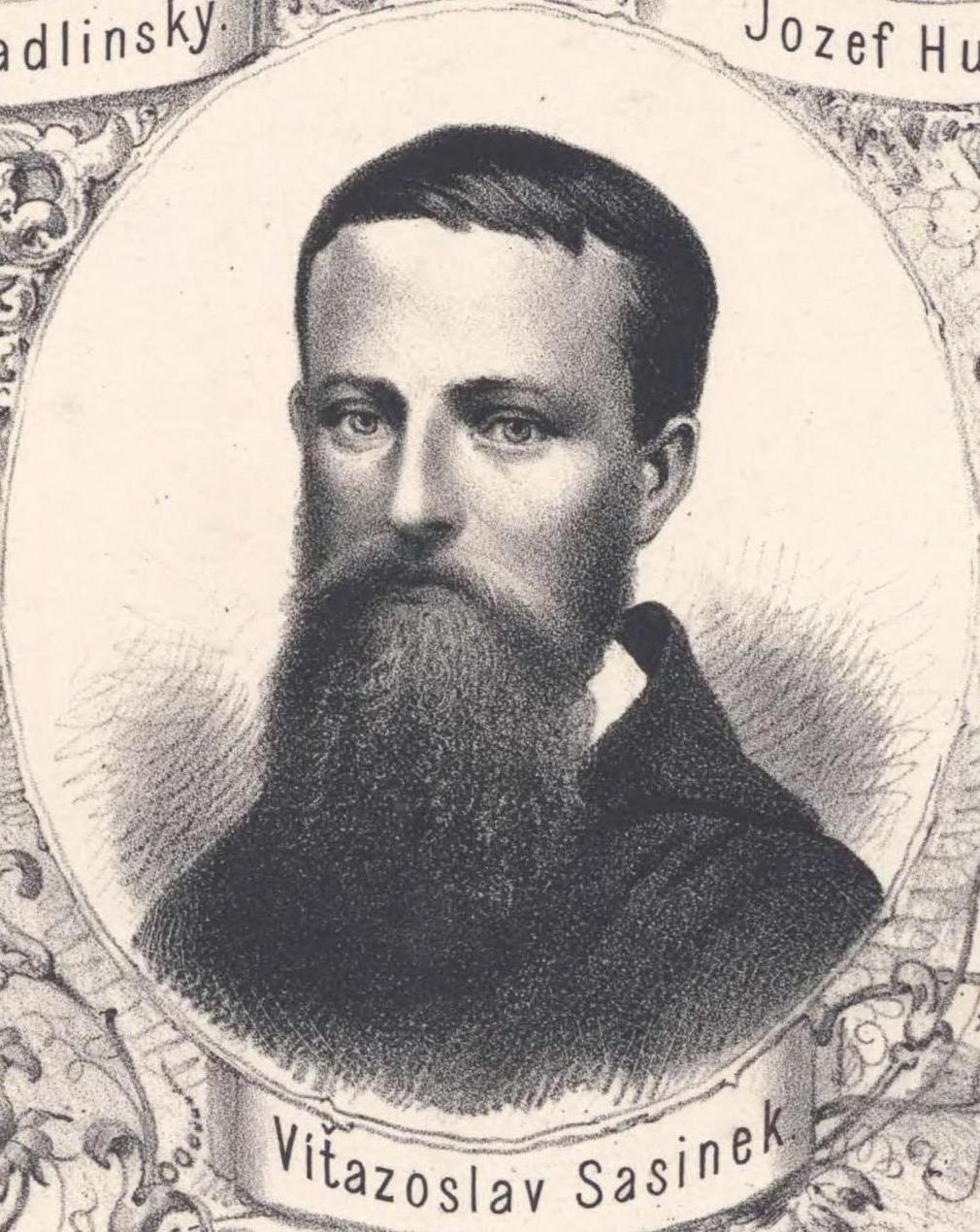
František Víťazoslav Sasinek

František Víťazoslav Sasinek (pseudonym: Franko Chvojnický), född 11 december 1830 i Skalica, död 17 november 1914 i Graz, var en slovakisk författare.
Sasinek prästvigdes 1853, utvisades på grund av sitt patriotiska tänkesätt ur Ungern och bosatte sig i Österrike. Han tog verksam del i den slovakiska nationalföreningen Matica slovenská och redigerade en tid tidskriften "Slovesnost". Han utgav 1872–73 "Archiv starých československých listín, písemnosti a dějepisných povodín" och 1876–83 "Slovenský letopis pre historiu, topografiu, archaeologiu a ethnografiu". 
Sasinek författade många arbeten om Ungerns äldre historia och slovakernas, Dejiny drievnych národow na uzemi terajšieho Uhorska (1867; andra upplagan 1878), Dejiny počiatkov terajšieho Uhorska (1868), Dejiny královstva Uhorského (två delar, 1869, 1871), Dejepis Slovákov (1895) och Država Velkomoravská (1896). Bland hans övriga skrifter märks Ulfilas a glagolské písmo (1887). Dessutom utgav han en slovakisk visbok (spevník pre’lud) och skrev på tyska Die Slovaken (1875).